# Renee Roberts
Renee Roberts (24 september 1908 - februari 1996) was een Brits actrice, vooral bekend geworden als Miss Ursula Gatsby (een van de twee oude dametjes) uit Fawlty Towers. Roberts pensioneerde. Ze was getrouwd met de 13 jaar oudere acteur Ronald Frankau, maar het huwelijk hield geen stand. Frankau overleed in 1951 op 57-jarige leeftijd.
Roberts overleed in 1996, 87 jaar oud.

## Filmografie
- The Steve Allen Playhouse Televisieserie - Haarzelf (Episode 28 februari 1964)
- Never Mind the Quality, Feel the Width Televisieserie - Rol onbekend (Afl., I'm Dreaming of a Kosher Christmas, 1968)
- Play for Today Televisieserie - Rol onbekend (Afl., Hearts and Flowers, 1970)
- What Became of Jack and Jill? (1972) - Buurvrouw
- The Duchess of Duke Street Televisieserie - Mrs. Brown (Afl., Family Matters, 1977)
- Fawlty Towers Televisieserie - Miss Ursula Gatsby (12 afl., 1975, 1979)
- Only Fools and Horses Televisieserie - Miss Gatsby (Afl., Homesick, 1983)